# Mamalogija
U zoologiji je mamologija (također mastologija, teriologija i terologija) proučavanje sisavaca – klase kralješnjaka s karakteristikama kao što su homeotermni metabolizam, krzno, srce s četiri komore i složen živčani sustav. Arhiva koja sadrži broj sisavaca na zemlji neprestano raste, ali trenutačno broji 6495 različitih vrsta sisavaca uključujući nedavno izumrle. Na Zemlji je identificirano 5416 živih sisavaca, a otprilike 1251 novootkriveno je od 2006. godine. Glavne grane mamologije uključuju prirodnu povijest, taksonomiju i sistematiku, anatomiju i fiziologiju, etologiju, ekologiju te upravljanje i kontrolu. Mamalozi su obično uključeni u aktivnosti kao što su provođenje istraživanja, upravljanje osobljem i pisanje prijedloga.
Mamologija se grana na druge taksonomski orijentirane discipline kao što su primatologija (proučavanje primata) i cetologija (proučavanje kitova). Kao i druge znanosti, mamologija je dio zoologije koja je dio biologije, znanosti o proučavanju svih živih bića.

## Istraživačke svrhe
Mamalozi su izjavili da postoji više razloga za proučavanje i promatranje sisavaca. Poznavanje načina na koji sisavci doprinose ili napreduju u svojim ekosustavima daje znanje o ekologiji koja stoji iza toga. Sisavci se često rabe u poslovnim djelatnostima, poljoprivredi i drže se za kućne ljubimce. Proučavanje staništa sisavaca i izvora energije dovelo je do pomoći u preživljavanju. Pripitomljavanje nekih malih sisavaca također je pomoglo u otkrivanju nekoliko različitih bolesti, virusa i lijekova.

## Mamalog
Mamalog proučava i promatra sisavce. Proučavajući sisavce, mogu promatrati njihova staništa, doprinose ekosustavu, njihove interakcije te anatomiju i fiziologiju. Mamalog može raditi na širokoj paleti područja u području sisavaca.

## Povijest
Prvi ljudi za koje je zabilježeno da su istraživali sisavce bili su stari Grci sa zapisima o sisavcima koji čak nisu bili autohtoni u Grčkoj i drugima koji jesu. Aristotel je bio jedan od prvih koji je smatra kitove i dupine sisavcima jer se sve do 18. stoljeća većina studija bavila taksonomijom.

## Vanjske poveznice
- Institut za istraživanje sisavaca, Sveučilište u Pretoriji, Južnoafrička Republika
- Američko društvo mamaloga